# RegSupreme
RegSupreme — условно бесплатная утилита, которая предоставляет пользователям мощный и простой в использовании инструмент для очистки системного реестра от неверных или неиспользуемых записей в 32-битных и 64-разрядных операционных системах Microsoft Windows, разработанная Macecraft Software.
В настоящее время продукт не поддерживается разработчиками, на его замену пришла новая утилита Jv16 PowerTools.

## Описание
Утилита предназначена главным образом для быстрой и безопасной очистки системного реестра Microsoft Windows, а также ускорения производительности работы компьютера за счёт исправления обнаруженных ошибок и удаления ошибочных записей, которые остаются от удалённых приложений из-за неправильной работы их деинсталляторов.
Также в наличии имеются инструменты для:
- управления всеми программами, которые запускаются при загрузке Microsoft Windows;
- удаления установленных программ;
- отключения/удаления пунктов в контекстном меню проводника Windows и Internet Explorer.

После сканирования системы утилита автоматически определяет, какие данные можно оперативно и безболезненно для системы удалить, а какие ошибки исправить, создавая точку восстановления системы для отката всех изменений в случае ошибочного удаления.